# OR8D1
OR8D1 (англ. Olfactory receptor family 8 subfamily D member 1) – білок, який кодується однойменним геном, розташованим у людей на короткому плечі 11-ї хромосоми. Довжина поліпептидного ланцюга білка становить 308 амінокислот, а молекулярна маса — 34 445.
| 10         |  | 20         |  | 30         |  | 40         |  | 50         |
| ---------- |  | ---------- |  | ---------- |  | ---------- |  | ---------- |
| MTMENYSMAA |  | QFVLDGLTQQ |  | AELQLPLFLL |  | FLGIYVVTVV |  | GNLGMILLIA |
| VSPLLHTPMY |  | YFLSSLSFVD |  | FCYSSVITPK |  | MLVNFLGKKN |  | TILYSECMVQ |
| LFFFVVFVVA |  | EGYLLTAMAY |  | DRYVAICSPL |  | LYNAIMSSWV |  | CSLLVLAAFF |
| LGFLSALTHT |  | SAMMKLSFCK |  | SHIINHYFCD |  | VLPLLNLSCS |  | NTHLNELLLF |
| IIAGFNTLVP |  | TLAVAVSYAF |  | ILYSILHIRS |  | SEGRSKAFGT |  | CSSHLMAVVI |
| FFGSITFMYF |  | KPPSSNSLDQ |  | EKVSSVFYTT |  | VIPMLNPLIY |  | SLRNKDVKKA |
| LRKVLVGK   |  |            |  |            |  |            |  |            |

A: Аланін

C: Цистеїн

D: Аспарагінова кислота

E: Глутамінова кислота

F: Фенілаланін

G: Гліцин

H: Гістидин

I: Ізолейцин

K: Лізин

L: Лейцин

M: Метіонін

N: Аспарагін

P: Пролін

Q: Глутамін

R: Аргінін

S: Серин

T: Треонін

V: Валін

W: Триптофан

Кодований геном білок за функціями належить до рецепторів, g-білокспряжених рецепторів, білків внутрішньоклітинного сигналінгу. 
Локалізований у клітинній мембрані, мембрані.